# Dentalium decemcostatum
Dentalium decemcostatum är en blötdjursart som beskrevs av Brazier 1877. Dentalium decemcostatum ingår i släktet Dentalium och familjen Dentaliidae. Inga underarter finns listade i Catalogue of Life.